# Iso-Ilves
Iso-Ilves är en ö i Finland. Den ligger i sjön Päijänne och i kommunen Kuhmois i landskapet Mellersta Finland, i den södra delen av landet, 150 km norr om huvudstaden Helsingfors. Öns area är 3,6 hektar och dess största längd är 350 meter i nord-sydlig riktning.